# 安德烈·特里福诺夫
安德烈·费奥多罗维奇·特里福诺夫（羅馬化：Andrey Fyororovich Trifonov；1965年5月1日—）是俄罗斯政治人物，第八届国家杜马代表。
1987年至1992年，特里福诺夫担任罗斯托夫州扬塔尔内国营农场的首席经济学家。1992年至2000年，他担任小型国有企业Contact的董事。2005年，他被任命为机械制造企业JSC Tyazhmash的特种设备总监。2007年至2008年，他担任JSC Tyazhmash第一副总经理。2010年12月，特里福诺夫成为该企业的首席执行官。2021年9月起担任第八届国家杜马代表。

## 制裁
特里福诺夫于2022年因俄乌战争而受到英国政府制裁。